# Pseudoscaptesyle circumdata
Pseudoscaptesyle circumdata är en fjärilsart som beskrevs av Walker 1864. Pseudoscaptesyle circumdata ingår i släktet Pseudoscaptesyle och familjen bastardsvärmare. Inga underarter finns listade i Catalogue of Life.